# 鋼鉄の戦騎デュエルナイツシリーズ
鋼鉄の戦騎デュエルナイツとは、カバヤ食品の販売している食玩である。

## 概要
2006年6月にカバヤが発売を始めたABS樹脂とPVC、PPで構成された、カバヤオリジナルデザインによるロボットフィギュア食玩シリーズ。ガレージキットメーカーボークス造形村による原型製作のハイクオリティフィギュアである。各シリーズでジョイントが共通で、様々に組み合わせ、オリジナルのモデルを作れるのが特徴となっている。シリーズ毎に材質やサイズが異なるが、ガムまたはラムネが同梱されて、全て税抜き300円と統一された価格でリリースされている。
製品は、ABS樹脂主体のシリーズとPVC主体のシリーズがある。ABS樹脂主体のシリーズは、成型色による色分けにロボットの顔等の一部のみ塗装され、シールが付属する。PVC主体のシリーズは、成型色による色分けに各箇所の塗装が施され、シールは付属しない。
また、ボークスが展開している4mm軸で構成されたブロック玩具「ブロッカーズ・学園機士デュエルナイツ」シリーズとの連動機能を持つシリーズがあり、ボークス主催のコンテスト「激闘！ブロッカーズ甲子園」の第2回大会（2011年7月16日～10月2日開催）でコラボ部門が開催され、その際はカバヤ「鋼鉄の戦騎デュエルナイツシリーズ」の企画担当者が決勝の特別審査員を務めた。なお、この大会時点で「ブロッカーズ・学園機士デュエルナイツ」シリーズに3mmと4mmを接続するジョイントが販売されていたため、3㎜軸で構成された製品も「ブロッカーズ・学園機士デュエルナイツ」シリーズと組み合わせることができた。第6回大会（2013年9月28日～12月22日開催）では、開催された4部門全てで使用が可能であった。

## 商品リスト
鋼鉄の戦騎デュエルナイツシリーズの商品について発売順に記す。一般的な食玩同様、過去シリーズは再発売されておらず、店頭在庫が無くなり次第絶版となっているため、入手は非常に困難である。

### 鋼鉄の戦騎デュエルナイツ
キーアイテムとして鎧パーツを同封し、各章ごとに全種類集めるとフルアーマー状態が再現できる。また、各部品が2㎜の軸で接続されており、組み換え遊びが可能となっている。
鋼鉄の戦騎デュエルナイツ（全5種/2006年6月発売）
1.ブルーナイト＋伝説のショルダーアーマー
2.レッドナイト＋伝説のブレストアーマー
3.シルバーナイト＋伝説のショルダーアーマー
4.シルバーユニコーン＋伝説の兜
（組み換えでユニコーンモードとなる）
5.レッドホーク＋伝説の剣
- 伝説の鎧が付属する。
- 1～3は、4と5と合体することでケンタウロスモードとなる。

鋼鉄の戦騎デュエルナイツ ～炎の惑星編～（全5種/2007年3月発売）
1.ブルーナイトVer.2＋炎の剣
2.ブラックナイト＋炎のショルダーアーマー
3.ホワイトナイト＋炎のショルダーアーマー
4.ゴールドレオン＋炎の盾
（組み換えでライオンモードとなる）
5.ゴールドフェニックス＋炎の兜・炎のブレストアーマー
- 炎の鎧が付属する。
- 1～3は、4と5と合体することでライオニウスモードとなる。

鋼鉄の戦騎デュエルナイツ ～第1章完結編～（全5種/2007年9月発売）
1.ブルーナイトVer.3＋光の盾
2.シルバーナイトVer.2＋光のブレストアーマー
3.ゴールドナイト＋光の杖
4.ブラックウォリアー＋光の盾
5.ブラックドラゴン＋光の兜
（組み換えでドラゴンモードとなる）
- 光の鎧が付属する。
- 4と5は合体することでブラックドラゴンウォーリアーとなる。

### 鋼鉄の戦騎デュエルナイツネクスト
キーアイテムとして鎧パーツを同封し、全種類集めるとフルアーマーモードと、乗り物への変形ができる。また、各部品が2㎜の軸で接続されており、組み換え遊びが可能となっている。
鋼鉄の戦騎デュエルナイツネクスト ～新たなる戦い編～（全5種/2008年3月発売）
1.ブルーソルジャー＋スカイシールドR
2.レッドソルジャー＋スカイブレスト
3.ブラックソルジャー＋スカイランチャーL＋スカイブースター
4.シルバータイガー＋スカイランチャーR
（組み換えでタイガーモードとなる）
5.レッドウォリアー＋スカイシールドL
- スカイアーマーが付属する。5種揃えると、スカイファイターとなる。

鋼鉄の戦騎デュエルナイツネクスト ～荒野の激闘編～（全5種/2008年9月発売）
1.ブルーソルジャーVer.2＋ガンナーブレスト
2.シルバーソルジャー＋ガンナーシールドR
3.グリーンソルジャー＋ガンナーシールドL
4.ブラックタンク＋ガンナーバルカン
（組み換えで戦車形態となる）
5.レッドファイター＋ガンナーランチャー
（組み換えで戦闘機形態となる）
- ガンナーアーマーが付属する。5種揃えると、グランドガンナーとなる。

鋼鉄の戦騎デュエルナイツネクスト ～第2章完結編～（全4種/2009年2月発売）
1.ブルーファイター＋ライダーシールド
（組み換えでファイターモードとなる）
2.ブルーナイトVer.4＋ライダーブースター
3.グリーンタンク＋ライダーキャノン
（組み換えでタンクモードとなる）
4.ブラックステルス＋ライダーボード
（組み換えでステルスジェットモードとなる）
- ライダーアーマーが付属する。4種揃えると、コスモライダーとなる。
- 3と4は合体することでデスカイザーとなる。
- ストーリー上は、第2章のスカイファイター、グランドガンナー、コスモライダーが合体してレジェンドフライヤーになると記載されているが、組み立て方は記載されていない。

### デュエルナイツ外伝 メタルウォリアーズ
4体のミニモンスターがロボットに合体、さらに組み換えて大型モンスターにすることもできる。本シリーズより、3mmの新規ジョイントパーツが採用され、これまでのシリーズよりも組み換えと可動の両立の向上が図られた。このジョイントは、以降の一部シリーズでも引き続き使用されている。
デュエルナイツ外伝 メタルウォリアーズ（全4種/2009年発売）
1.メタルヘラクレス
　（メタルイーグル＋メタルライオン＋メタルコブラ×2、メタルグリフォンに合体）
2.メタルイカロス
　（メタルフェニックス＋メタルタイガー＋メタルコブラ×2、メタルウイングタイガーに合体）
3.メタルドラグーン
　（メタルバット＋メタルティラノサウルス＋メタルアノマロカリス×2、メタルドラゴンに合体）
4.メタルプテラグーン
　（メタルプテラノドン＋メタルスピノサウルス＋メタルアノマロカリス×2、メタルプテラドラゴンに合体）
- 全種揃えると、メタルドラグカイザーとなる。

デュエルナイツ外伝 メタルウォリアーズ 第2弾（全4種/2010年発売）
1.メタルミノタウロス
　（メタルマンタ＋メタルバイソン＋メタルハウンド×2、メタルバッファローに合体）
2.メタルワーウルフ
　（メタルファルコン＋メタルウルフ＋メタルハウンド×2、メタルケルベロスに合体）
3.メタルジャイアント
　（メタルコーカサス＋メタルマンモス＋メタルコブラ×2、メタルガネーシャに合体）
4.メタルファラオ
　（メタルセイレーン＋メタルライオン＋メタルコブラ（Type2）×2、メタルスフィンクスに合体）
- 4種揃えると、メタルルシファーとなる。

### デュエルナイツ戦国列伝
関節部にメタルウォリアーズからの3mmの共通ジョイントパーツを採用しており、全身フル可動となっている。
デュエルナイツ戦国列伝（全4種）
1.紅蓮丸
2.黒鋼丸
3.蒼龍丸
4.白鋼丸
- 「龍神の鎧」パーツが付属する。4種揃えると龍型メカ「鎧龍騎」になる。さらに、ロボットパーツと組み合わせて「鎧龍神」となる。

デュエルナイツ戦国列伝 第2弾（全4種）
1.日輪丸
2.風龍丸
3.幻影丸
4.金剛丸
- 「鳳凰の鎧」パーツが付属する。4種揃えると鳳凰型メカ「鎧凰騎」になる。さらに、ロボットパーツと組み合わせて「阿修羅王」となる。

### ビートルアーマー
ボークスの「ブロッカーズ・学園機士デュエルナイツ」と軸径が同様の4㎜で、互換性がある。
ビートルアーマー（全8種/2010年5月発売）
1.ブルービートル
2.ゴールドヘラクレス
3.ブルースタッグ
4.ゴールドスコーピオン
5.ブラックビートル
6.レッドヘラクレス
7.ブラックスタッグ
8.レッドスコーピオン
ビートルアーマー 第2弾（全8種/2011年7月発売）
1.レッドコーカサス
2.ブルーギラファ
3.レッドクロー
4.ブルーマンティス
5.ゴールドコーカサス
6.グリーンギラファ
7.ゴールドクロー
8.グリーンマンティス
- 複数集めると大型ロボット「グレートビートル」に合体が可能。

### デュエルナイツ外伝 ビーストV
関節部にメタルウォリアーズからの3mmの共通ジョイントパーツを採用しており、全身フル可動となっている。
デュエルナイツ外伝 ビーストV（全4種/2011年8月発売）
1.ライオンVロボ
2.イーグルVロボ
3.タイガーVロボ
4.トリケラVロボ
- 4種集めると、ライオンVパワードとなる。

### 鋼鉄の戦騎デュエルアームズ
ロボットモード、ビーストモード、ウェポンモードの3段変形が可能。ウェポンモードは他のロボットに持たせる事も可能で、更に持ち手の軸径が4㎜となっているので、ボークスの「ブロッカーズ・学園機士デュエルナイツ」のロボットにも持たせる事ができる。
鋼鉄の戦騎デュエルアームズ（全6種/2011年12月発売）
1.ドラゴンナイト・ブルー
2.ライオンナイト・レッド
3.ユニコーンナイト・スカイブルー
4.ドラゴンナイト・ブラック
5.ライオンナイト・ゴールド
6.ユニコーンナイト・シルバー

### メタリックビースト
ロボットモード・ビーストモード・ビークルモードの3段変形が可能。関節部にメタルウォリアーズからの3mmの共通ジョイントパーツを採用しており、全身フル可動となっている。
メタリックビースト（全4種/2012年発売）
1.メタリックドラゴン
（ビークルモードは戦車に変形）
2.メタリックレオン
（ビークルモードはパワーショベルに変形）
3.メタリックライノス
（ビークルモードはドリルタンクに変形）
4.メタリックイーグル
（ビークルモードはジェット機に変形）
- 全4種集めると、余剰パーツ無しで大型ロボット「メタリックタイタン」となる。

### ダブルナイツ
ディフォルメロボット2体入りで、2体合体してリアルタイプロボットになる。さらに、複数集めると組み換え遊びができ、6体合体して大型ロボットとなる。また、軸径は4㎜となっている。
ダブルナイツ（全6種/2013年2月発売）
1.ブレードキャノンWB（ホワイトブレード＋ブルーキャノン）
2.ソードドリルBS（ブルーソード＋シルバードリル）
3.シザーズチェーンソーSW（シルバーシザーズ＋ホワイトチェーンソー）
4.ブレードキャノンKR（ブラックブレード＋レッドキャノン）
5.ソードドリルRG（レッドソード＋ゴールドドリル）
6.シザーズチェーンソーGK（ゴールドシザーズ＋ブラックチェーンソー）
- 1～3の3種を揃えると余剰パーツ無しで6体合体「シックスナイツ」になる。
- 4～6の3種を揃えると余剰パーツ無しで6体合体「シックスナイツD（デビル）」になる。

### ドラゴンナイツ
ロボット形態からドラゴン形態に変形が可能。関節部にメタルウォリアーズからの3mmの共通ジョイントパーツを採用しており、全身フル可動となっている。
ドラゴンナイツ（全4種/2013年7月発売）
1.ファイヤードラゴン
2.グランドドラゴン
3.シードラゴン
4.スカイドラゴン
- 全4種類集めると、余剰パーツ無しで大型ドラゴン「キングドラゴン」になる。

### ダイノソルジャー
ロボット形態から恐竜形態に変形が可能。さらに、3体合体して大型ロボットとなる。また、軸径は4㎜となっている。これまでのシリーズと異なり、本シリーズは完成品（ロボット形態のフェイス部分と恐竜の眼が塗装済み、シール付）でパッケージされており、プテラソルジャーに関しては一部ねじ止めとなっている。ストーリー導入部は「古代の地層から恐竜メカが発掘された！その名はダイノソルジャー！」。1～6まで番号シールが付属。
ダイノソルジャー（全6種/2013年12月発売）
1.ティラノソルジャーR　（赤）
2.トリケラソルジャーB　（青）
3.プテラソルジャーG　(金)
4.ティラノソルジャーV　（紫）
5.トリケラソルジャーK　(黒)
6.プテラソルジャーS　（銀）
- 1～3の3種を揃えると余剰パーツ無しで3体合体「ダイノソルジャー」になる。
- 4～6の3種を揃えると余剰パーツ無しで3体合体「ダイノソルジャーD（ダーク）」になる。

## その他
各シリーズにはそれぞれストーリーがあり、商品外箱または付属のミニペーパーに記載されている。一部シリーズを除いて全てが同じ時間軸の設定である。